# Endre Kelemen
Endre Kelemen (* 5. prosince 1947, Tura, Pest) je bývalý maďarský atlet, jehož specializací byl skok do výšky.

## Kariéra
V roce 1971 vybojoval na halovém ME v Sofii výkonem 217 cm bronzovou medaili. Stejnou výšku překonal také Jüri Tarmak ze Sovětského svazu (stříbro) a Kelemenův krajan István Major, který měl nejlepší technický zápis a získal zlato. V témže roce skončil osmý na evropském šampionátu v Helsinkách. Na halovém ME 1974 ve švédském Göteborgu obsadil 16. místo.
V roce 1975 získal stříbrnou medaili na halovém ME v Katovicích, kde překonal 219 cm. Výše skočil jen československý výškař Vladimír Malý, který vybojoval titul výkonem 221 cm. O rok později reprezentoval na letních olympijských hrách v Montrealu, kde neprošel kvalifikací.